# Seven Devils
Seven Devils és una població dels Estats Units a l'estat de Carolina del Nord. Segons el cens del 2000 tenia 129 habitants.

## Demografia
Segons el cens del 2000, Seven Devils tenia 129 habitants, 62 habitatges i 40 famílies. La densitat de població era de 24,3 habitants per km².
Dels 62 habitatges en un 21% hi vivien nens de menys de 18 anys, en un 61,3% hi vivien parelles casades, en un 1,6% dones solteres, i en un 33,9% no eren unitats familiars. En el 25,8% dels habitatges hi vivien persones soles el 6,5% de les quals corresponia a persones de 65 anys o més que vivien soles. El nombre mitjà de persones vivint en cada habitatge era de 2,08 i el nombre mitjà de persones que vivien en cada família era de 2,46.
Per edats la població es repartia de la següent manera: un 14% tenia menys de 18 anys, un 7,8% entre 18 i 24, un 32,6% entre 25 i 44, un 29,5% de 45 a 60 i un 16,3% 65 anys o més.
L'edat mediana era de 43 anys. Per cada 100 dones de 18 o més anys hi havia 101,8 homes.
La renda mediana per habitatge era de 38.750 $ i la renda mediana per família de 62.813 $. Els homes tenien una renda mediana de 35.417 $ mentre que les dones 38.125 $. La renda per capita de la població era de 19.801 $. Entorn del 21,6% de les famílies i el 20,5% de la població estaven per davall del llindar de pobresa.

## Poblacions més properes
El següent diagrama mostra les poblacions més properes.